# Fundación Instituto de Encuesta Económica Aplicada

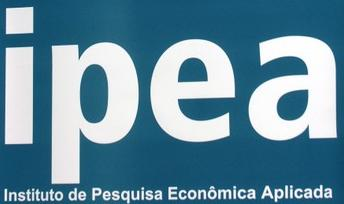

La Fundación Instituto de Investigación Económica Aplicada (Fundação Instituto de Pesquisa Econômica Aplicada) (Ipea) es una fundación pública federal vinculada al Núcleo de Asuntos Estratégicos de la Presidencia de la República del Brasil. Creada en 1964 como Epea (Escritório) asumió su nombre actual en 1967. Tiene su sede en Brasilia.
Sus actividades de encuesta proporcionan soporte técnico e institucional en las acciones del gobierno para la formulación de políticas públicas y programas de desarrollo. Los trabajos del Ipea son proporcionados a la sociedad por medio de publicaciones, seminários y un programa semanal de rádio y TV.
El actual presidente del Ipea es Marcio Pochmann.

## Objetivo
El Ipea tiene por finalidad realizar encuestas y estudios sociales y económicos. El da apoyo técnico e institucional al gobierno en la evaluación, formulación y acompañamiento de políticas públicas y programas de desarrollo.